# Hegedűs Györgyi
Hegedűs Györgyi, Krizsán Józsefné (Parád, 1938. június 17. – 2020. március 30.(k. n.)) válogatott kosárlabdázó.

## Sportpályafutása
Pályafutásában meghatározó szerepet játszott az MTK csapata, amelynek színeiben az 1960-as és az 1970-es években érte el legnagyobb sikereit. Hétszer nyert bajnoki címet a kék-fehér csapat tagjaként, valamint öt alkalommal a Magyar Kupában is első helyen végzett. 1966-ban a Bajnokcsapatok Európa-kupájában bronzérmes csapat tagja volt. 1962 és 1966 között hatvanhat alkalommal szerepelt a női kosárlabda-válogatottban, amellyel három Európa-bajnokságon vett részt 1962-ben, 1964-ben és 1968-ban. Háromszor választották meg az év kosárlabdázójának. A kosárlabdázás mellett atletizált is, diszkoszvetésben magyar bajnok és universiade-győztes volt, egy ideig pedig az ő nevéhez fűződött az országos magyar csúcs. Visszavonulása után testnevelő tanárként helyezkedett el.

## Sikerei, díjai
Kosárlabda
- Európa-bajnokság
  - 7.: 1962, Mulhouse
  - 8.: 1964, Budapest
  - 9.: 1960, Szófia
- Universiade
  - 6.: 1961, Szófia
- Magyar bajnokság
  - Hétszeres bajnok (1962, 1963, 1964, 1965, 1966, 1968, 1969)
- Magyar kupa (MNK)
  - Ötszörös kupagyőztes (1963, 1965, 1967, 1968, 1969)
- Az év magyar kosárlabdázója: 1964, 1967, 1968

Atlétika
- Universiade
  - aranyérmes: diszkoszvetés (1959)
- Egyetemi Világjátékok
  - ezüstérmes: diszkoszvetés (1957)
- magyar bajnokság
  - aranyérmes: diszkoszvetés csapat (1957), diszkoszvetés, súlylökés csapat (1958)
  - ezüstérmes: diszkoszvetés (1957, 1959)

## Rekordjai
diszkoszvetés
- 43,21 m (1956. szeptember 27., Budapest) ifjúsági országos csúcs[4]
- 43,60 m (1956. október 2., Budapest) ifjúsági országos csúcs[5]
- 45,43 m (1956. október 11., Budapest) ifjúsági országos csúcs[6]
- 46,08 m (1957) ifjúsági országos csúcs
- 48,11 m (1957. október 11., Budapest) felnőtt és ifjúsági országos csúcs[7]
- 48,12 m (1958. május 25., Budapest) országos csúcs[8]
- 48,98 m (1958. szeptember 7., Budapest) országos csúcs[9]